# St. Margareta (Mainaschaff)

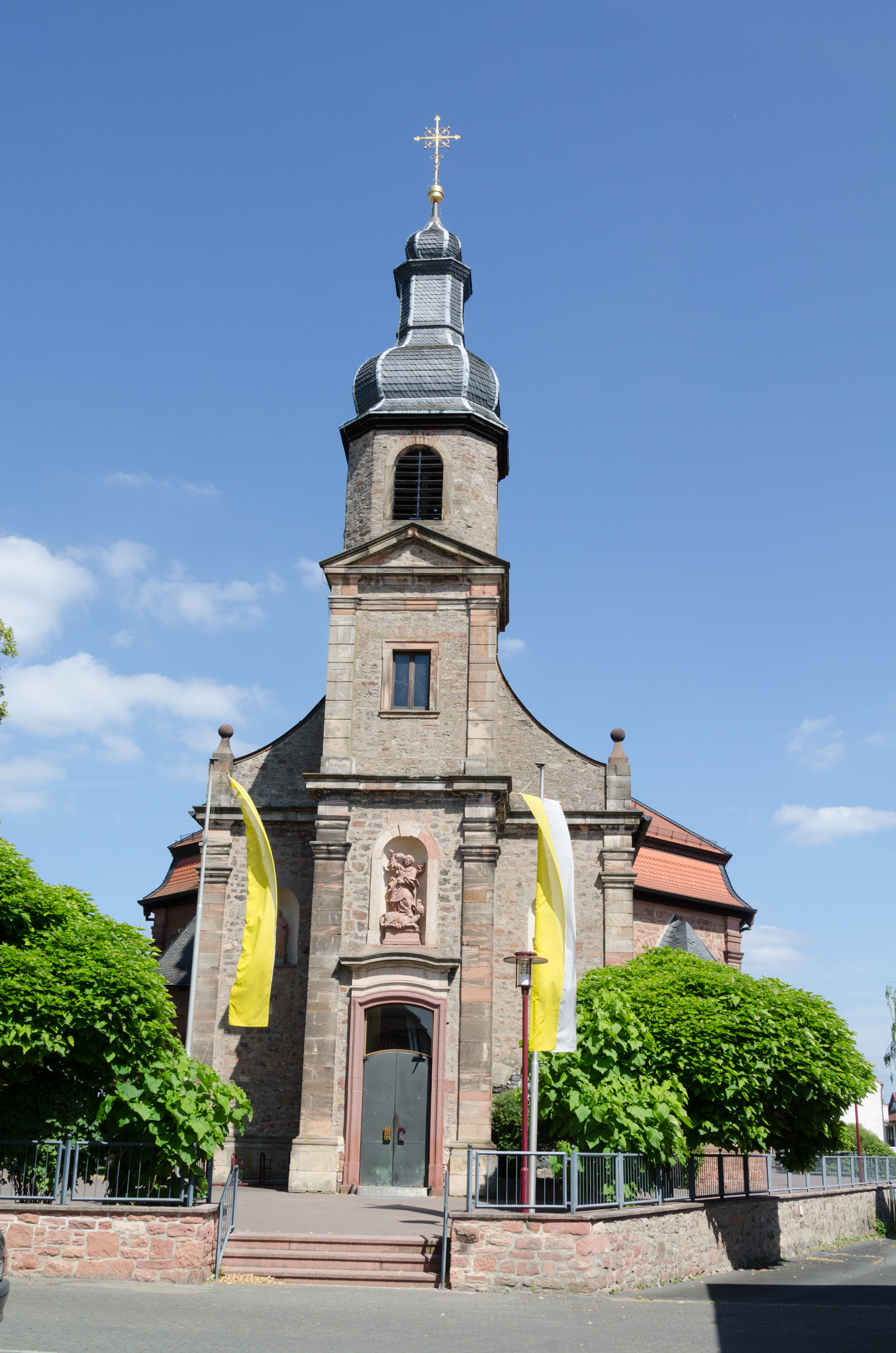
St. Margareta (Mainaschaff)

Die römisch-katholische, denkmalgeschützte Pfarrkirche St. Margareta steht in Mainaschaff, einer Gemeinde im Landkreis Aschaffenburg (Unterfranken, Bayern). Das Bauwerk ist unter der Denkmalnummer D-6-71-140-1 als Baudenkmal in der Bayerischen Denkmalliste eingetragen. Die Pfarrei gehört zum Dekanat Aschaffenburg-West des Bistums Würzburg.

## Beschreibung
Das Langhaus der neobarocken Saalkirche wurde 1928 von Johann Adam  Rüppel erneuert. Der Fassadenturm im Westen von 1771 blieb erhalten. Zwischen den Pilastern an den Ecken befindet sich das Portal, darüber in einer Nische die Statue der Margareta von Antiochia. Das oberste Geschoss des mit einer schiefergedeckten Welschen Haube bedeckten Fassadenturms beherbergt hinter den Klangarkaden den Glockenstuhl.